# Acadèmia de Música de Bakú
L'Acadèmia de Música de Bakú (en àzeri: Hacıbəyov Adina Bakı Musiqi Akademiyası) és una escola de música a Bakú, la capital de l'Azerbaidjan. Va ser establerta el 25 de maig 1920 a Bakú i era coneguda prèviament com el Conservatori Estatal Hajibeyov de l'Azerbaidjan. El 1920, el compositor de l'Azerbaidjan Üzeyir Hajibeyov va iniciar un moviment destinat a la propagació de la música clàssica entre la gent. El seu informe presentat al Comissariat del Poble d'Educació de l'Azerbaidjan (anàleg soviètic a un Ministeri d'Educació) promou l'establiment d'una institució d'educació musical d'alt nivell, el que va donar lloc a l'aprovació de la seva proposta. En 1991 el centre va rebre el nom del seu fundador.